# Jacob Klein
Pour les articles homonymes, voir Klein.
Ne doit pas être confondu avec Jacob Theodor Klein.
Jacob Klein (né en 1949 à Tel Aviv-Jaffa) est un chimiste israélien.

## Biographie
Après avoir terminé son service militaire, Jacob Klein fait des études de physique au Cavendish Laboratory de l'Université de Cambridge de 1970 à 1977, où il obtient son doctorat en 1977. Il a bénéficié d'une bourse de recherche, puis d'une bourse au St Catharine's College, à Cambridge, entre 1976 et 1984. Il a bénéficié d'une bourse postdoctorale au département de recherche sur les polymères de l'Institut Weizmann entre 1977 et 1980, après quoi il a travaillé conjointement comme démonstrateur universitaire au département de physique de Cambridge et comme scientifique principal à l'Institut Weizmann. Klein est nommé professeur associé à l'Institut Weizmann en 1984 et est devient professeur titulaire en 1987, titulaire de la chaire Herman Mark pour la matière molle. Il dirige le département de recherche sur les polymères de l'Institut de 1989 à 1991,.
En octobre 2000, Klein est nommé à la tête du laboratoire de chimie physique et théorique d'Oxford. Il est membre de l'Exeter College et a occupé jusqu'en 2008 la chaire de chimie Dr Lee, un poste précédemment occupé par les lauréats du prix Nobel Frederick Soddy et Sir Cyril Norman Hinshelwood. Le professeur Carol Robinson lui a succédé à ce poste.
Depuis, Klein dirige un groupe de recherche à l'Institut Weizmann des sciences.
Klein devient membre de la Société américaine de physique en 2003.

## Distinctions
- 1995 : Prix de physique des polymères
- 2020 : Prix Rothschild en sciences
- 2021 : Prix Irving-Langmuir
- 2021 : Médaille d'or d'Overbeek